# 42e cérémonie des Golden Horse Film Festival and Awards
La 42e cérémonie des Golden Horse Film Festival a eu lieu le 25 novembre 2005.

## Meilleur film
- Crazy Kung Fu de Stephen Chow
  - Autres nommés :
  - La Saveur de la pastèque de Tsai Ming-liang
  - Three Times de Hou Hsiao-hsien
  - Election de Johnnie To
  - A World Without Thieves de Feng Xiaogang

## Meilleur réalisateur
- Stephen Chow pour Crazy Kung Fu
  - Autres nommés :
  - Hou Hsiao-hsien pour Three Times
  - Tsai Ming-liang pour La Saveur de la pastèque
  - Johnnie To pour Election

## Meilleur acteur
- Aaron Kwok pour Divergence
  - Autres nommés :
  - Tony Leung Ka-fai pour Election
  - Chen Kun pour A West Lake Moment
  - Chang Chen pour Three Times

## Meilleure actrice
- Shu Qi pour Three Times
  - Autres nommés :
  - Michelle Krusiec pour Saving Face
  - Miriam Yeung pour Drink, Drank, Drunk
  - Chen Shiang Chyi pour La Saveur de la pastèque

## Meilleur acteur dans un second rôle
- Anthony Wong pour Initial D
  - Autres nommés :
  - Wong Tin Lam pour Election
  - Yuen Wah pour Crazy Kung Fu
  - Alex Fong pour Drink, Drank, Drunk

## Meilleure actrice dans un second rôle
- Yuen Qiu pour Crazy Kung Fu
  - Autres nommés :
  - Hsiao Shu Shen pour Love’s Lone Flower
  - Teresa Mo pour 2 Young
  - Lu Yi-Ching pour Blue Cha-Cha

## Meilleur espoir
- Jay Chou pour Initial D et Isabella Leong pour Bug Me Not!
  - Autres nommés :
  - Race Wong pour Ab-normal Beauty
  - Megan Lai pour How’s Life?t

## Meilleur scenario original
- Andrew Lau et Alan Mak pour Initial D
  - Autres nommés :
  - Yim Ho et Zheng Xiao pour A West Lake Moment
  - Pang Ho-cheung et Wong Wing Sze pour Beyond Our Ken
  - Chu Tien-wen et Hou Hsiao-hsien pour Three Times

## Meilleur scenario adapté
- Feng Xiaogang, Wang Gang, Lin Li Sheng et Zhang Jia Lu pour A World Without Thieves
  - Autres nommés :
  - Felix Chong pour Initial D
  - Tsui Hark, Cheung Chi Sing et Chung Tin Nam pour Seven Swords

## Meilleure photographie
- Anthony Pun pour Divergence
  - Autres nommés :
  - Keung Kwok Man pour Seven Swords
  - Lee Ping Bin pour Three Times
  - Cheng Siu-keung pour Election

## Meilleurs effets visuels
- Frankie Chung, Don Ma, Tam Kai Kwan et Franco Hung pour Crazy Kung Fu
  - Autres nommés :
  - Yang Harn Chang et Chen Chih Chao pour The Shoe Fairy
  - Victor Wong, Eddy Wong et Bryan Cheung pour Initial D
  - Peter Webb pour Seven Swords

## Meilleurs décors
- Wang Yi Fei pour The Shoe Fairy
  - Autres nommés :
  - Eddy Wong pour Seven Swords
  - Oliver Wong pour Crazy Kung Fu
  - Hwarng Wern Ying et Wang Chih Cheng pour Three Times

## Meilleurs costumes et maquillages
- Shirley Chan Crazy Kung Fu
  - Autres nommés :
  - Hwarng Wern Ying, Liao Su Jen, Ms Gin Oy et Wang Kuan Yi pour Three Times
  - Poon Wing Yan et Shirley Chan pour Seven Swords
  - Stanley Cheung pour Election

## Meilleure chorégraphie des combats
- Liu Chia-liang, Tung Wai et Xiong Xin-xin pour Seven Swords
  - Autres nommés :
  - Kong To Hoi pour A World Without Thieves
  - Yuen Woo-ping pour Crazy Kung Fu
  - Wong Chi Wai pour Election

## Meilleure musique originale
- Cincin Lee pour Blue Cha-Cha
  - Autres nommés :
  - Jeffrey Cheng pour The Heirloom
  - Lo Tayu pour Election
  - Anthony Chue pour Divergence

## Meilleur montage
- Yau Chu Wai pour Divergence
  - Autres nommés :
  - Liu Miao Miao pour A World Without Thieves
  - Liao Ching Song et Hsaio Ru Kuan pour Three Times
  - Angie Lam pour Crazy Kung Fu

## Meilleurs effets sonores
- May Mok et Charlie Lo pour Election
  - Autres nommés :
  - Kingson Tsang pour Initial D
  - Steven Burgess, He Wei pour Seven Swords
  - Steven Burgess, Steven Ticknor, Rob Mackenzie et Paul Pirola pour Crazy Kung Fu

## Meilleur documentaire
- Jump! Boys de Lin Yu Hsien
  - Autres nommés :
  - Taiwan Black Movies de Hou Chi Jan

## Meilleur court métrage
- How’s Life? de Tommy Yu
  - Autres nommés :
  - Eros le segment La Main de Wong Kar-wai
  - The Pain of Others de Lin Shu Yu

## Meilleur film d'animation
- The Fire Ball (Wang Film Production Co., Ltd.)
  - Autres nommés :
  - Ven. Yin Shun (Da Ai Television)
  - DragonBlade (DCDC(HK) Ltd.)

## Meilleur film taiwanais de l'année
- Three Times de Hou Hsiao-hsien

## Meilleur réalisateur taiwanais de l'année
- Hou Hsiao-hsien